# S/Z
 (octobre 2014).
Si vous disposez d'ouvrages ou d'articles de référence ou si vous connaissez des sites web de qualité traitant du thème abordé ici, merci de compléter l'article en donnant les références utiles à sa vérifiabilité et en les liant à la section « Notes et références ».
 (octobre 2014).
- Si vous ne connaissez pas le sujet, laissez ce bandeau (vous pouvez alors contacter les auteurs).
- Si vous supprimez le contenu mis en cause (vous pouvez préalablement contacter les auteurs),

argumentez précisément cette suppression dans la page de discussion
(un manque de référence n'est pas un argument ; une recherche réelle de référence doit avoir été effectuée, être formellement documentée).
S/Z est un essai de Roland Barthes, publié en 1970.

## Étude
Consacré tout entier à l'analyse d'une nouvelle de Balzac, Sarrasine, S/Z cite deux fois in extenso le texte commenté : une première fois, en le découpant en brèves séquences dénommées « lexies », une seconde fois, de manière continue, en appendice.
Dans son étude, Barthes dénombre cinq « codes », dont il note minutieusement les apparitions. Il paraphrase brièvement le contenu de chacune des « lexies ». De longues digressions viennent interrompre cette exégèse ; elles inscrivent le texte de Balzac dans un tissu de références : la linguistique, la psychanalyse, la philosophie, la sociologie... Cette manière de procéder n'élude pas trois des gestes majeurs de la critique : citer, montrer les éléments significatifs, interpréter. Pourtant une impression équivoque se fait jour : dans S/Z, le savoir et l'ambition critique paraissent « joués ». Les cinq « codes » sont censés former un réseau à travers lequel le récit balzacien prend sa forme, mais le terme même de « code » est ici une métaphore et désigne des organisations floues. Ces « codes » sont nommés : « herméneutique » (organisant le récit par énigmes et dévoilements) ; « sémique » (commandant les caractères attribués aux personnages) ; « symbolique » (le plus flou, comprenant le langage, les échanges économiques, le corps, le désir) ; « proaïrétique » (dépliant les séquences d'action) ; « culturel » (rassemblant les stéréotypes d'époque en une sorte d'encyclopédie romanesque). Passé au crible des cinq « codes », le texte de Balzac prend la forme du savoir de Barthes : sous la dénomination de « code culturel » réapparaît la critique idéologique chère à l'auteur des Mythologies ; les séquences d'action répondent à l'approche structurale et narratologique ; le code « sémique » rappelle une sémiotique de la connotation ; le « symbolique », quant à lui, fait jouer des notions venues de la psychanalyse (lacanienne) et d'une sociologie vague. Les sciences humaines des années 1970 se voient conférer les attributs et les prestiges d'un jeu sérieux. Mais ce qui importe, c'est qu'à travers elles, la nouvelle de Balzac acquiert une intensité et une présence inégalables.
Le commentaire fait ressentir la tension entre l'esthétique moderne « réaliste », qui apparaît conventionnelle, et les enjeux humains du récit balzacien : le drame de la castration et de l'amour trompé, le lien qui noue, par l'intermédiaire du récit, le narrateur et ses lecteurs.
Le « vieux mélodrame » en tire une fascination redoublée. Le titre à lui seul fait voir cet art du commentaire. S et Z sont les initiales des protagonistes : Sarrasine, le sculpteur amoureux, et Zambinella, le castrat sous son nom féminisé. La barre symbolise leur opposition : elle met en évidence le contraste des deux consonnes, l'une sourde (s), l'autre voisée (z, pour le castrat dont le chant fascine), et elle offre la surface d'un miroir aux arabesques inversées des deux lettres, comme si Sarrasine avait à se reconnaître dans l'image mutilée de Zambinella, auquel sa passion le ravalera.